# シュコダ7Tr
シュコダ7Tr（チェコ語: Škoda 7Tr）は、チェコスロバキア（現：チェコ）のシュコダが開発・生産したトロリーバス車両である。

## 概要
1950年まで製造されたシュコダ6Trの改良形式として開発された車種。基本的な構造はシュコダ6Trを基としており、モノコック構造を有し右側に3箇所乗降扉が存在する車体や電気機器の配置は同一であった一方、車体のデザインやフロントアクスルの剛性の強化など一部については変更が実施された。
主電動機については製造時期によって異なり、1次車（7Tr1）はシュコダ製の出力値96 kWのものを、2次車（7Tr2）は同一の出力値を有するČKD製のTB 53を、それ以降（7Tr3 - 7Tr6）はより強力な出力値120 kWのシュコダ製のものが用いられた。また、車内の座席配置も変更が加えられており、1次車・2次車は24人分のロングシート、それ以降は19 - 21人分のクロスシートが設置されていた。
- 後方（ブルノ）
- 車内（ブルノ）
- 運転台（ブルノ）

## 運用・導入都市
1950年から1955年にかけて173両が生産されたシュコダ7Trは、プラハ（プラハ・トロリーバス）を除いた当時のチェコスロバキア各地のトロリーバス路線に導入された他、シュコダ製のトロリーバス車両で初めて国外（ポーランド：ワルシャワ）へ向けての製造も実施され、1970年代まで営業運転が行われた。一方、一部車両については1960年代初頭から電気機器の交換が実施され、後継車両となるシュコダ8Trへの編入が実施された。
以下、シュコダ7Trの導入が行われた都市を記載する。これらのうち、2022年時点でブルノおよびマリアーンスケー・ラーズニェ向けに製造された車両が1両ずつ現存しており、そのうち前者はブルノ技術博物館で動態保存されている。
| シュコダ7Tr 導入都市一覧          | シュコダ7Tr 導入都市一覧                                                  | シュコダ7Tr 導入都市一覧 | シュコダ7Tr 導入都市一覧         |
| 導入国                            | 都市                                                                      | 両数                     | 備考                             |
| --------------------------------- | ------------------------------------------------------------------------- | ------------------------ | -------------------------------- |
| チェコスロバキア (現：チェコ)     | プルゼニ (プルゼニ・トロリーバス)                                         | 26両                     | [ 9 ]                            |
| チェコスロバキア (現：チェコ)     | チェスケー・ブジェヨヴィツェ (チェスケー・ブジェヨヴィツェ・トロリーバス) | 22両                     |                                  |
| チェコスロバキア (現：チェコ)     | ブルノ (ブルノ・トロリーバス)                                             | 16両                     |                                  |
| チェコスロバキア (現：チェコ)     | ジェチーン (ジェチーン・トロリーバス)                                     | 13両                     | [ 10 ]                           |
| チェコスロバキア (現：チェコ)     | テプリツェ (テプリツェ・トロリーバス)                                     | 13両                     |                                  |
| チェコスロバキア (現：チェコ)     | オパヴァ (オパヴァ・トロリーバス)                                         | 12両                     | [ 11 ]                           |
| チェコスロバキア (現：チェコ)     | パルドゥビツェ (パルドゥビツェ・トロリーバス)                             | 12両                     | [ 12 ]                           |
| チェコスロバキア (現：チェコ)     | フラデツ・クラーロヴェー (フラデツ・クラーロヴェー・トロリーバス)         | 10両                     | [ 13 ]                           |
| チェコスロバキア (現：チェコ)     | ズリーン オトロコヴィツェ (ズリーン/オトロコヴィツェ・トロリーバス)       | 10両                     | [ 14 ] [ 15 ]                    |
| チェコスロバキア (現：チェコ)     | イフラヴァ (イフラヴァ・トロリーバス)                                     | 9両                      | [ 16 ]                           |
| チェコスロバキア (現：チェコ)     | オストラヴァ (オストラヴァ・トロリーバス)                                 | 6両                      | [ 17 ]                           |
| チェコスロバキア (現：チェコ)     | マリアーンスケー・ラーズニェ (マリアーンスケー・ラーズニェ・トロリーバス) | 5両                      | [ 18 ]                           |
| チェコスロバキア (現：チェコ)     | モスト リトヴィーノフ (モスト/リトヴィーノフ・トロリーバス)               | 3両                      | 1959年の路線廃止後は各都市へ譲渡 |
| チェコスロバキア (現：スロバキア) | ブラチスラヴァ (ブラチスラヴァ・トロリーバス)                             | 10両                     |                                  |
| ポーランド                        | ワルシャワ                                                                | 5両                      |                                  |

## 参考資料
- Martin Harák (2015-11-10). České trolejbusy historie a současnost, typy, technika, provoz. Praha: Grada Publishing a.s.. ISBN 978-80-247-5552-6

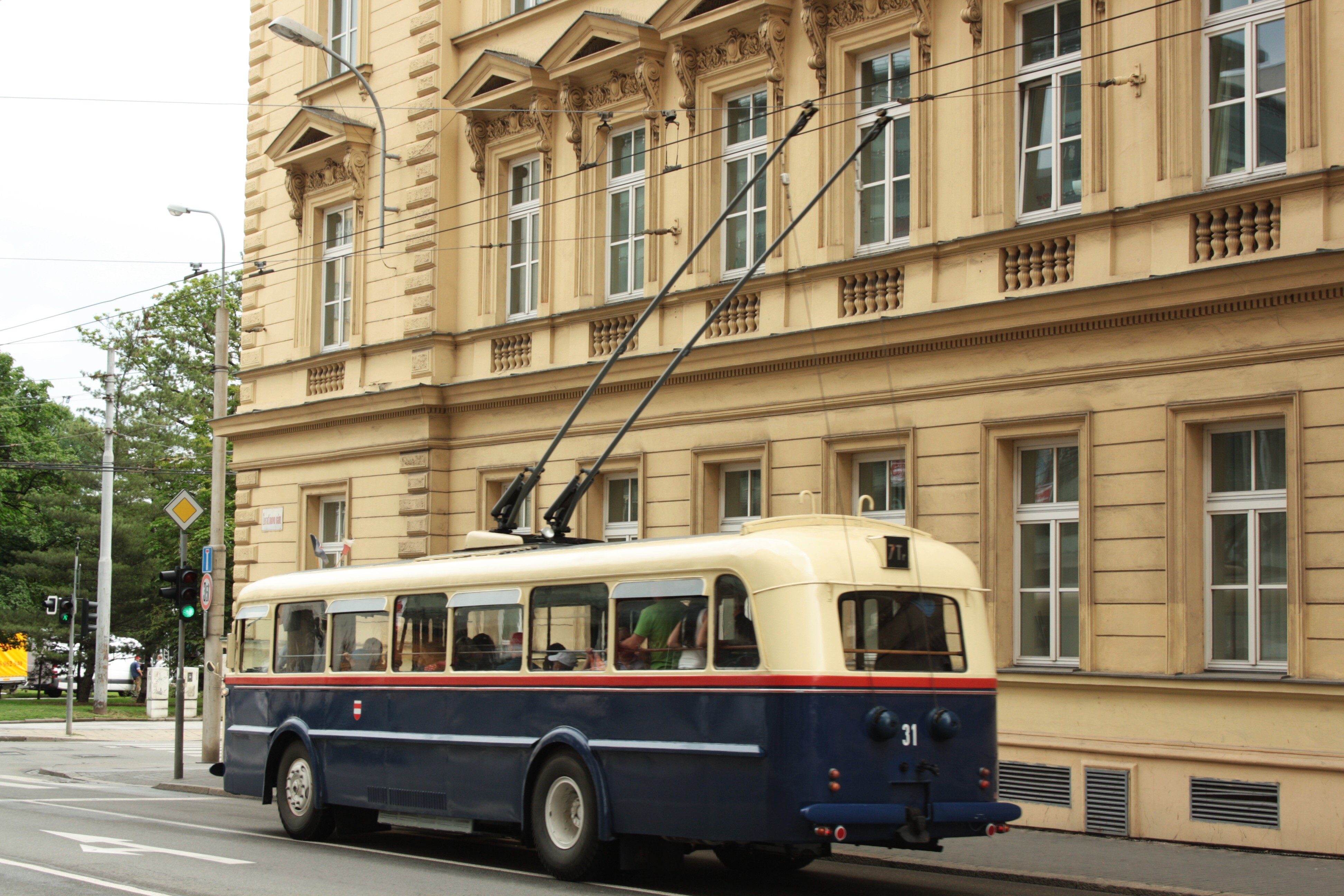
後方（ブルノ）
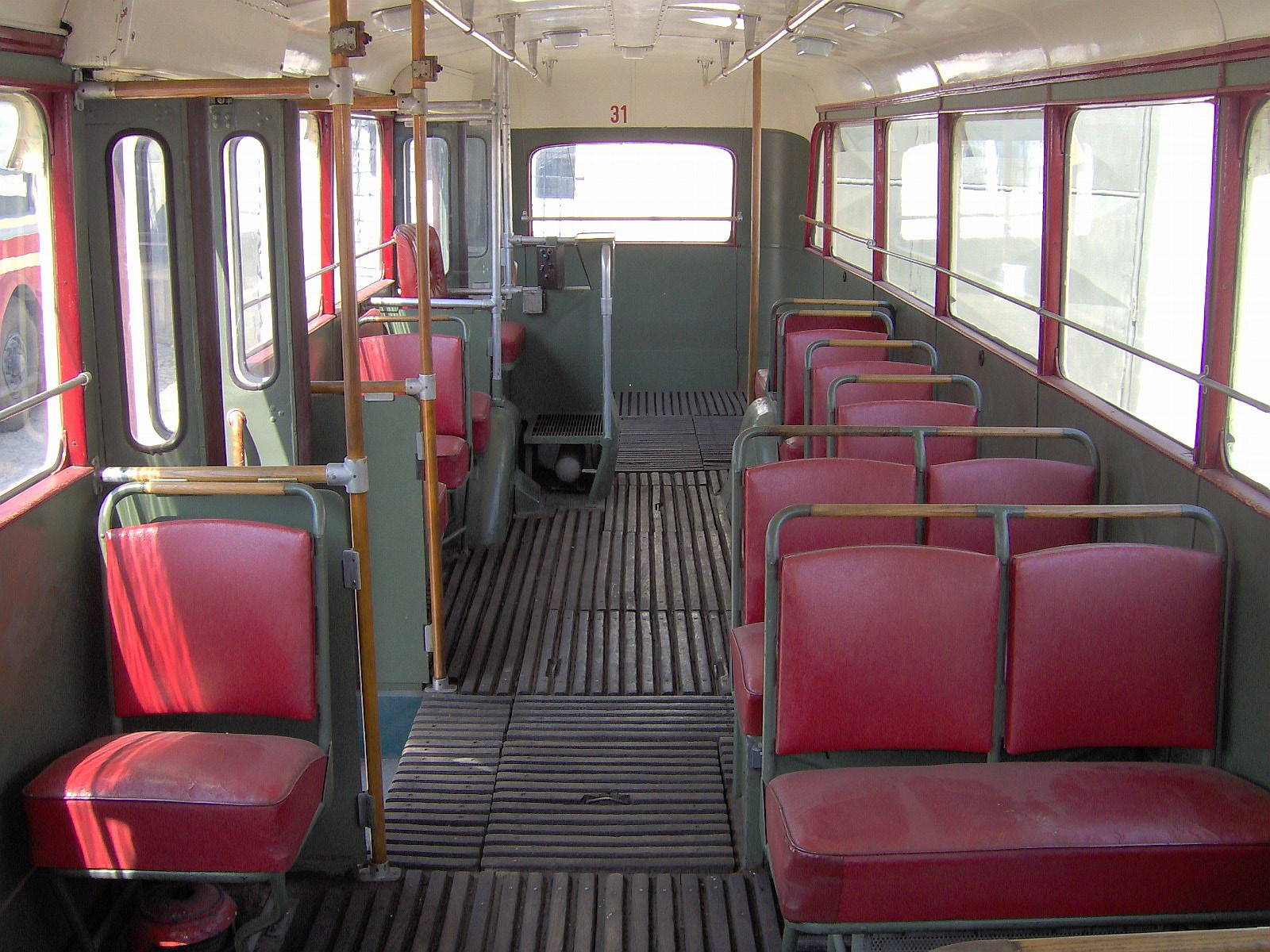
車内（ブルノ）
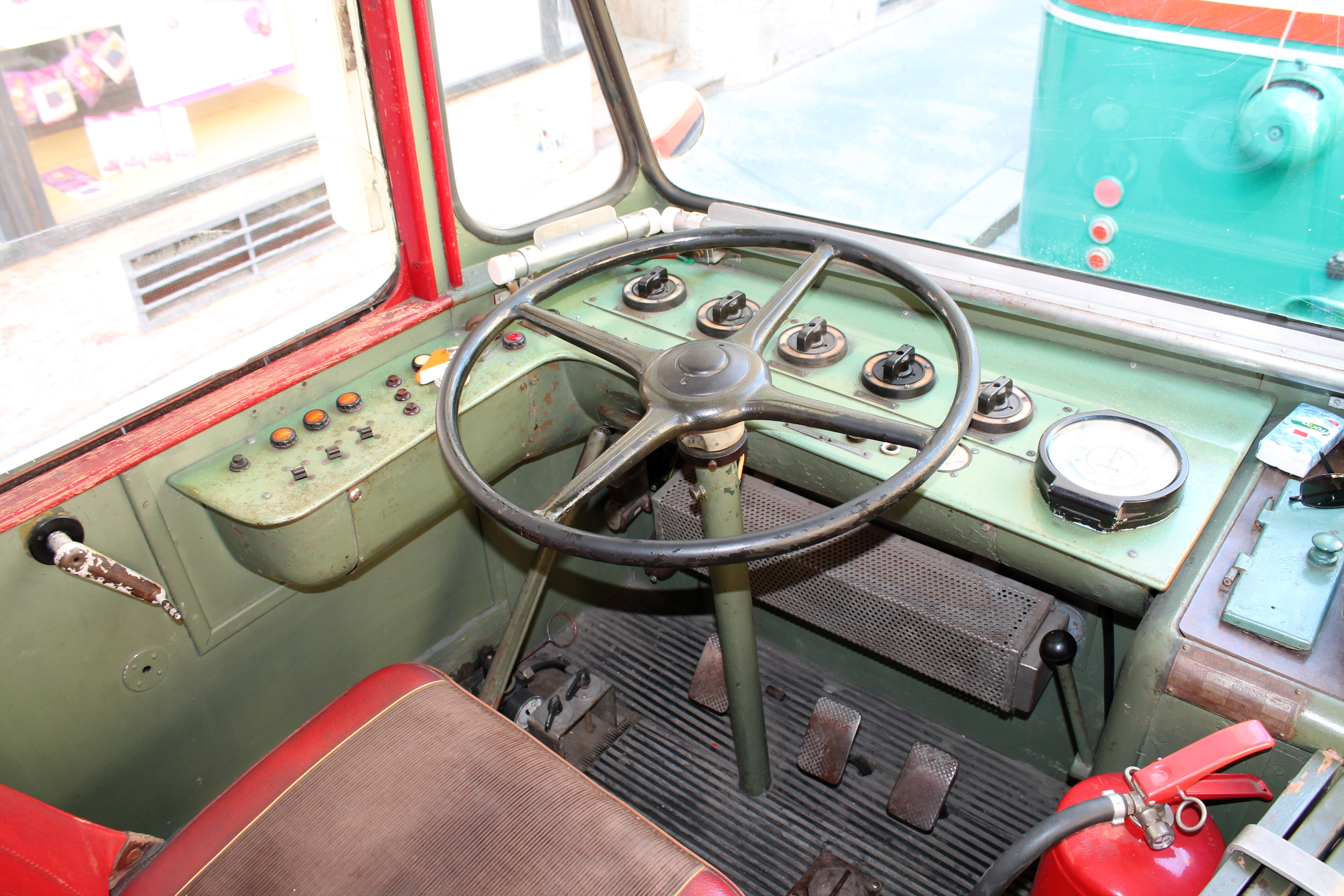
運転台（ブルノ）

- Martin Harák (2013-11-17). Autobusy a trolejbusy východního bloku. Praha: Grada Publishing a.s.. ISBN 978-80-247-4738-5